# Reistadløpet
La Reistadløpet est une course marathon de ski de fond disputée annuellement en avril entre Setermoen et Bardufoss.
Elle a été fondée en 1958 en l'honneur du skieur et officier de l'armée Ole Reistad.
La course majeure prend lieu sur une distance de cinquante kilomètres et sur style classique. Depuis 2017, elle est intégrée au calendrier de Ski Classics.